# Khas-Magomed Kadyrov
Khas-Magomed Shachmomedovič Kadyrov (in russo Хас-Магомед Шахмомедович Кадыров?; Groznyj, 12 gennaio 1991) è un poliziotto e politico russo di etnia cecena, sindaco di Groznyj dal 2021.

## Biografia
Nato nel 1991 a Groznyj, all'epoca nella RSSA ceceno-inguscia, è un parente del capo della Cecenia Ramzan Kadyrov. Il padre, Shachmomed Abdulkhakimovič, è il proprietario e direttore generale del centro commerciale più grande della Cecenia, Berkat. È cugino primo del ex sindaco della capitale cecena, Islam Kadyrov.
Nel 2014 si è laureato in Giurisprudenza presso l'Università statale di Groznyj. Sempre presso la stessa università, nel 2019 ha conseguito una laurea magistrale in Economia.

## Carriera politica
Kadyrov ha iniziato il suo percorso politico nel 2012 diventando assistente dell'allora sindaco di Groznyj, Islam Kadyrov.
Ancora sottotenente di polizia ha ricoperto il ruolo di capo della polizia di Groznyj dal 2017 al 2019.
Successivamente, dal luglio a novembre 2020, è stato segretario del consiglio amministrativo ella Repubblica Cecena. Dal novembre 2020 al marzo 2021 è stato segretario di gabinetto della Repubblica, responsabile dell'amministrazione generale del governo.
Il 2 marzo 2021, su raccomandazione del capo della Cecenia, Kadyrov è stato designato sindaco ad interim della capitale cecena.
Ha partecipato alle primarie di Russia Unita del 2021, ottenendo il sesto posto.

## Vita privata
Kadyrov è sposato e ha tre figli.